# (11290) 1991 RA1
(11290) 1991 RA1 là một tiểu hành tinh vành đai chính. Nó được phát hiện bởi Atsushi Sugie ở Dynic Astronomical Observatory Nhật Bản, ngày 10 tháng 9 năm 1991.